# Copadichromis chrysonotus
Copadichromis chrysonotus è una specie di pesci della famiglia dei Ciclidi. La si ritrova in Malawi, Mozambico, e Tanzania. Il suo habitat naturale sono i laghi di acqua dolce.